# CPSF4
La subunidad 4 del factor de especificidad de escisión y poliadenilación es una proteína que en humanos está codificada por el gen CPSF4 .
La inhibición de la exportación nuclear de ARNm que contienen poli (A) causada por la proteína NS1 del virus de la influenza A requiere su dominio efector. El dominio efector NS1 interactúa funcionalmente con la subunidad celular de 30 kDa del factor 4 específico de escisión y poliadenilación, un componente esencial de la maquinaria de procesamiento del extremo 3 'de los pre-mRNA celulares.
En las células infectadas con el virus de la influenza, la proteína NS1 está físicamente asociada con la subunidad de 30 kD del factor 4 específico de escisión y poliadenilación. La unión de la proteína NS1 a la proteína de 30 kDa in vitro evita la unión de CPSF al sustrato de ARN e inhibe la escisión del extremo 3 'y la poliadenilación de los pre-ARNm del huésped.
Por tanto, la proteína NS1 inhibe selectivamente la exportación nuclear de ARNm celulares y no virales. Para este gen se han descrito múltiples variantes de transcripción empalmadas alternativamente que codifican diferentes isoformas.